# Donnelly College
Il Donnelly College è un'università privata di indirizzo cattolico con sede a Kansas City, nello stato americano del Kansas.
Il college fu fondato nel 1949 da George Joseph Donnelly, vescovo di Kansas City, e dalle benedettine del monastero di Mount Saint Scholastica da Atchison.